# Anton Pawlowitsch Lasarew
Anton Pawlowitsch Lasarew (russisch Антон Павлович Лазарев; * 29. Mai 1990 in Tscheljabinsk, Russische SFSR) ist ein russischer Eishockeyspieler, der seit 2021 bei Neftjanik Almetjewsk in der Wysschaja Hockey-Liga unter Vertrag steht.

## Karriere
Anton Lasarew begann seine Karriere als Eishockeyspieler in seiner Heimatstadt in der Nachwuchsabteilung des HK Traktor Tscheljabinsk, in der er bis 2006 aktiv war. Anschließend wechselte der Flügelspieler zu Chimik Moskowskaja Oblast, für dessen Profimannschaft er zwei Jahre lang in der russischen Superliga spielte. Zur Aufnahme in die neu gegründete Kontinentale Hockey-Liga änderte der Verein seinen Namen vor der Saison 2008/09 in Atlant Mytischtschi. Für Atlant spielte er zwei Jahre lang regelmäßig in der KHL, ehe er in der Saison 2010/11 ausschließlich für dessen Farmteam HK Rjasan in der zweitklassigen Wysschaja Hockey-Liga sowie Atlants Juniorenmannschaft in der multinationalen Nachwuchsliga Molodjoschnaja Chokkeinaja Liga auflief. In der MHL hatte er für Mytischtschi Atlanti bereits in der Saison 2009/10 gespielt.
Zur Saison 2011/12 wurde Lasarew vom KHL-Teilnehmer Metallurg Nowokusnezk verpflichtet. Im Mai 2013 wechselte er zusammen mit Alexei Jefimow zu Awtomobilist Jekaterinburg. In den Spielzeiten 2013/14 und 2014/15 stand Lasarew bei Awtomobilist Jekaterinburg unter Vertrag und absolvierte in dieser Zeit über 110 KHL-Partien für den Klub. Im Mai 2015 wurde er im Tausch gegen Alexander Pankow und Alexei Wassilewski an Salawat Julajew Ufa abgegeben.
Nach weiteren KHL-Stationen beim HK Witjas und Amur Chabarowsk kehrte er im Mai 2020 zu seinem Heimatverein zurück. Nach 10 KHL-Partien für den HK Traktor verließ er im Dezember 2020 den Klub und wurde von Kunlun Red Star verpflichtet.

### International
Für Russland nahm Lasarew an der U18-Junioren-Weltmeisterschaft 2008 teil, bei der er mit seiner Mannschaft die Silbermedaille gewann.

## Erfolge und Auszeichnungen
- 2008: Silbermedaille bei der U18-Junioren-Weltmeisterschaft
- 2011: MHL All-Star Game

## KHL-Statistik
(Stand: Ende der Saison 2018/19)